# 341520 Mors-Somnus
341520 Mors-Somnus è un asteroide della fascia di Kuiper di natura binaria. Scoperto nel 2007, presenta un'orbita caratterizzata da un semiasse maggiore pari a 39,0304089 UA e da un'eccentricità di 0,2610966, inclinata di 11,30462° rispetto all'eclittica.
Le due componenti dell'oggetto hanno dimensioni quasi identiche di poco inferiori ai 60 km e orbitano tra loro descrivendo una traiettoria caratterizzata da un semiasse maggiore di 21.000±160 km, un'eccentricità di 0,1529±0,0028, un periodo di 961,2±4,6 giorni e un'inclinazione di 15,68°±0,22.
Poiché la curva di luce mostra un picco ogni 9,28 ore, si ritiene che una delle due componenti abbia una forma oblunga che determina durante la rotazione una variazione della superficie riflettente.
Le due componenti sono state battezzate con riferimento alle omonime divinità della mitologia romana, rispettivamente personificazione della morte e del sonno.